# Centre de Llançament Alcântara
El centre de llançament d'Alcântara (Centro de Lançamento de Alcântara en portuguès), situat al municipi homònim de l'estat de Maranhão, és una base espacial brasilera administrada per la força aèria del Brasil juntament amb l'Agència Espacial Brasilera. La seva ubicació propera a l'equador (2°21 de latitud) li dona un cert avantatge per llançar satèl·lits. És, juntament amb el Port espacial de Kourou (pertanyent a França), l'única base espacial de l'Amèrica Llatina.

## Història
Alcântara va ser creat per reemplaçar a la base original del Centre de Llançament de Barreira do Inferno (Centro de Lançamento da Barreira do Inferno - CLBI), localitzat a l'estat de Rio Grande do Norte, ja que el creixement urbà al voltant del CLBI no permetia ampliacions d'aquesta base.
El 1979, el govern federal del Brasil va aprovar un projecte de construcció d'una altra base a l'estat de Maranhão.
La construcció d'aquest centre es va iniciar a Alcântara el 1987. Es va crear una zona de seguretat de 236 km² mitjançant expropiacions i relocal·lizació de les famílies residents a l'àrea. Es van crear així mateix set viles amb la infraestructura necessària per acollir les famílies dels involucrats en el projecte.
El dia 22 d'agost del 2003, l'explosió a terra d'un coet va causar la mort de 21 persones i la destrucció de la infraestructura de llançament.
El 24 d'octubre del 2004, el Brasil va aconseguir el primer llançament d'un coet VSB-30, desenvolupat en col·laboració amb l'Agència Espacial Brasilera, el Centre Tecnològic d'Aeronàutica i la DLR-Moraba alemanya.
Les primeres temptatives de llançament el 1997 i 1999 havien fracassat. El VSB-30, construït per complet a Brasil, va reemplaçar el britànic Skylark 7 per a experiments en micro-gravetat a partir de novembre de 2005. El 19 de juliol del 2007, un VSB-30 va llançar la que a la data ha estat l'última missió des del centre de llançament.

## Projectes
S'espera que una nova plataforma de llançament, actualment en procés de construcció, sigui acabada a la fi de l'any 2009. Aquesta reemplaçaria a la infraestructura destruïda en l'accident del 2003.
El Centre de Llançament d'Alcântara projecta el llançament del Cicló-4 en col·laboració bi-nacional Ucraïna per desenvolupar la quarta versió del coet plataforma del satèl·lit ucraïnès Ciclone, incloent la construcció de la infraestructura necessària.
Així mateix està previst el VLS 1 (Vehicle Llançador de Satèl·lits) que el seu objectiu és realitzar coets per col·locar en òrbita baixa satèl·lits de fins a 350 kg de pes a altituds de 250 a 1000 km.
Una sèrie de VLS 1 seria llançada a partir del 2011 per a vols de trajectòria suborbital. Aquesta versió està en procés de disseny i construcció amb assessoria tècnica russa.

## Llista de plataformes de llançament
Les plataformes de llançament d'Alcântara es poden incloure:
- VLS Pad (amb Mobile Integration Tower - TMI) 2° 19′ 04″ S, 44° 22′ 04″ O / 2.31770°S,44.36779°O
- MRL Pad (plataforma general de coets sonda) 2° 18′ 58″ S, 44° 22′ 02″ O / 2.31608°S,44.36730°O
- Plataforma "universal" per a coets fins a 10 tones 2° 18′ 58″ S, 44° 22′ 04″ O / 2.31599°S,44.36782°O
- Alcântara Cyclone Space (ACS)[1] Pad 2° 17′ 05″ S, 44° 23′ 08″ O / 2.2847597°S,44.3854562°O (Tsyklon-4, en construcció, llançament a partir de 2015[2])